# Zita Görög
 (mai 2014).
Si vous disposez d'ouvrages ou d'articles de référence ou si vous connaissez des sites web de qualité traitant du thème abordé ici, merci de compléter l'article en donnant les références utiles à sa vérifiabilité et en les liant à la section « Notes et références ».
Zita Görög est une mannequin et actrice hongroise née le 27 septembre 1979 à Nagybátony.

## Biographie
Zita Görög est née dans le nord de la Hongrie, où son père était mineur de fond. Adolescente, elle fait ses études à Budapest puis suit des cours d'art dramatique au lycée Imre Brody.
Elle commence à dix-huit ans à poser pour des photographes. Repérée par une agence, son premier contrat la conduit à Paris, où elle défile pour la marque Agnès B. avec Laetitia Casta. Grâce à ce métier elle a vécu un an aux États-Unis, un an en Italie et six mois en France.
En tant que top model elle a participé à plusieurs campagnes telles que celles de Mont Blanc, Benetton, Vodafone, Nivea, Coppertone ou Nissan.
Elle est apparue dans des magazines comme Playboy, Cosmopolitan, Elle, FHM, Brigitte, Glamour, Vogue.
Zita Görög est devenue actrice, et a joué dans les films Den of Lions, Cafe in the Sky et dans quelques films hongrois comme Pesti Harlem, Fej vagy írás et Az illúzió csapdájában. Elle est surtout reconnue dans le cinéma international pour avoir interprété le rôle de Amelia dans la série des films fantastiques de vampire Underworld.

## Filmographie

### Cinéma
- 2002 : Szerelem utolsó vérig
- 2003 : Mafia rouge (Den of Lions) : Nico
- 2003 : Underworld : Amelia
- 2005 : Fej vagy írás : Mariann
- 2005 : 8 mm 2 : Perversions fatales (8MM 2) : Risa
- 2005 : Szöke kóla : Lulu
- 2006 : Underworld 2 : Évolution (Underworld: Evolution) : Amelia

### Télévision
- 2005 : The Collectors : Nelly (1 épisode)
- 2006 : A Cafe in the Sky : Helena Seress

### Présentatrice télé
- 2002 : Cinematrix
- 2004 : Megasztár [n 1]